# Campanula excisa
Campanula excisa es una especie de planta perenne con flores en forma de campana encontradas en los Alpes.  

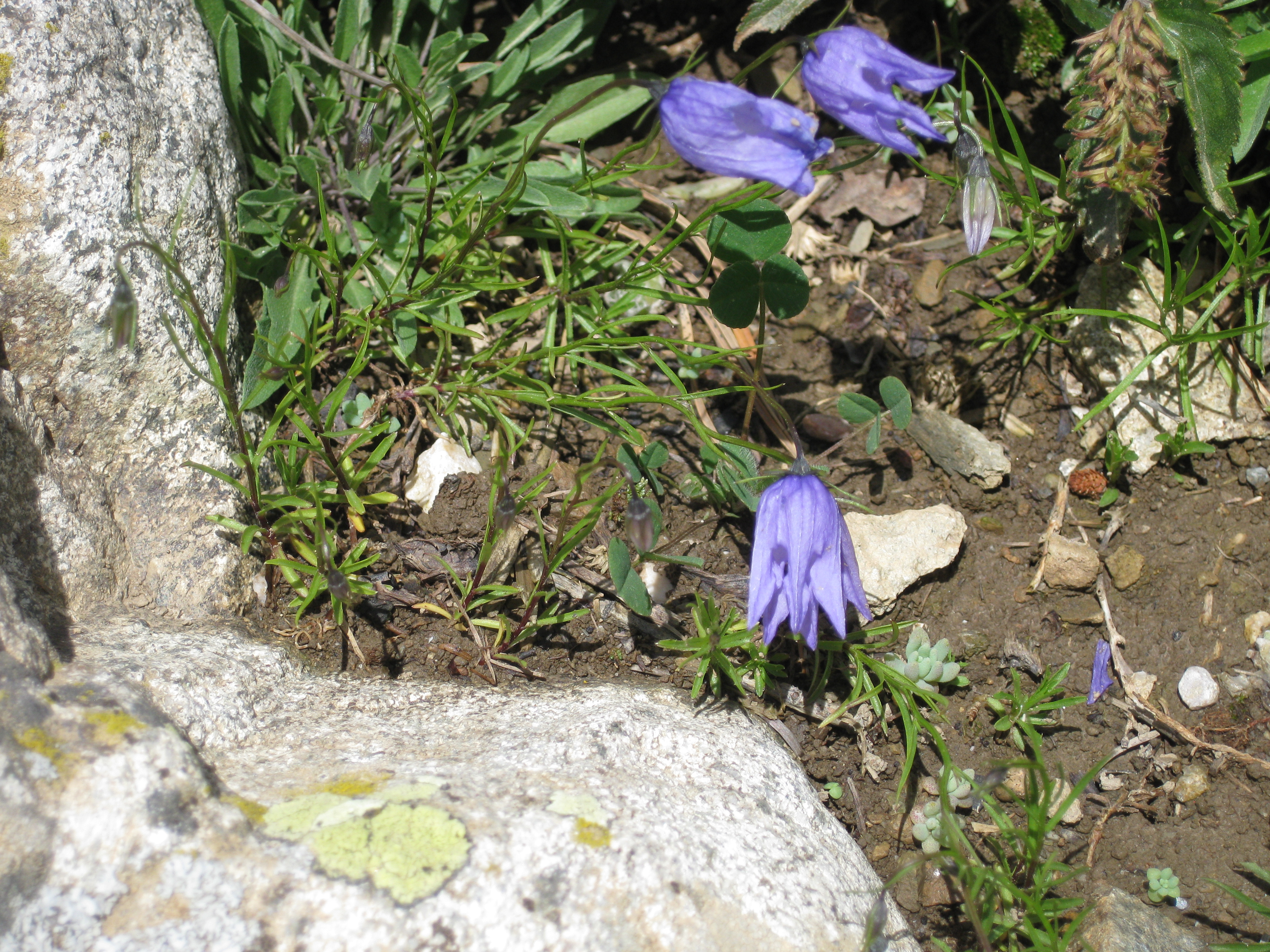
En su hábitat

## Descripción
Es una planta herbácea que puede alcanzar hasta 5-12 cm de altura. Es una planta perenne  con yemas invernantes a nivel del suelo y protegida por la basura o la nieve y tiene un eje floral erecto y a menudo sin hojas. También contienen látex lechoso. El tallo en su parte subterráneo consiste en un rizoma rastrero delgado,
con la parte aérea ascendente, angular. Las hojas se dividen en basales y caulinares. Las formas basales tienen  forma de corazón y la floración generalmente desaparecida. Las caulinares tienen son lisas, linear lanceoladas a lineares. Los bordes de las hojas más grandes pueden ser seguidos por algunos dientes agudos. Las inflorescencias están formadas por una sola flor  hermafrodita y actinomorfas. Los frutos son cápsulas pendulares,  dehiscentes y las semillas son diminutas.

## Distribución
En Italia esta especie solo se encuentra en los Alpes occidentales. Fuera de Italia, siempre en los Alpes, esta especie se encuentra en Suiza (cantones de Valais y Ticino).

## Taxonomía
Campanula excisa fue descrita por Schleich. ex Murith y publicado en Guide Bot. (Murith) 57. 1810
Etimología
Campanula: nombre genérico diminutivo del término latíno campana, que significa "pequeña campana", aludiendo a la forma de las flores.
excisa: epíteto latino que significa "cortada".
Sinonimia
- Campanula pusilla subsp. excisa (Schleich. ex Murith) Bonnier & Layens	[5][6]